# Вуликова рамка

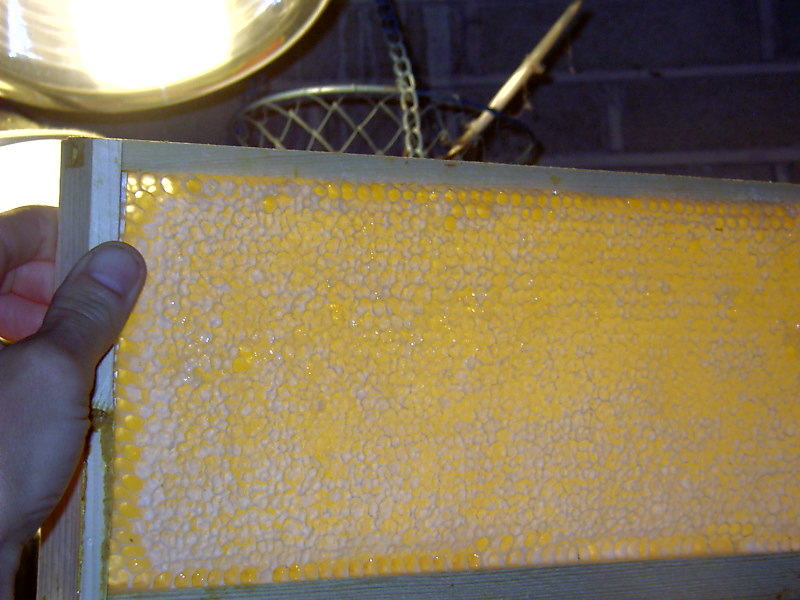
Вуликова рамка із запечатаним медом

Вуликова рамка — інструмент у бджільництві, одна з головних складових рамкового вулика. Виготовляють вуликові рамки з дерева. Вони призначені для утримування стільника з кормом (мед іперга) або розплодом у вулику. Їх можна легко переставляти в корпусі або виймати, що значно полегшує роботу пасічника з догляду за бджолами.

## Історія
Один із перших, хто розробив вуликові рамки, був український бджоляр Петро Прокопович ще 1814-го року Він розробив вулик, який складався з 3-х (іноді і 4-х) секцій. Верхня та нижня секції були облаштовані рамками (в оригіналі — втулками, бо їх можна було витягувати вбік), середню самостійно освоювала бджолина сім'я. Рамки лежали на підтримувальних смужках деревини або розділювальній решітці перпендикулярно до щілин. Через це бджоли їх запрополісовують, і тоді рамки важко дістати із корпусу.
Ян Дзержон дослідив і описав правильну відстань між серединою стільників із розплодом, як дорівнює 38 мм (1½ дюйма) від центру одного середостіння до центру сусіднього. Затим що товщина стільника із запечатаним розплодом складає 25 мм, то відстань між сусідніми стільниками 13 мм, а 6,5 мм — висота над стільником, яка потрібна для робочих бджіл. В 1848-му році Дзержон представив вирізи у верхній частині бічних стінок вулика, щоб вішати рамки за опорні плечики, що мало замінювати підтримувальні планки. Відстань між стінками і рамкою становила 8 мм і називалася «бджолиним простором». Менші відстані бджоли заклеюють прополісом, більші забудовують стільниками.

## Стандартні розміри
Після винайдення рамкового вулика, він став швидко набувати популярності в різних частинах світу. В зв'язку із різними погодними умовами та умовами зимівлі, наявністю медоносів, їх різноманіттям та продуктивністю, в різних місцевостях затверджувалися рамки відмінних розмірів та вулики різноманітних розмірів та конструкцій.
| Найменування | A в мм | B в мм | A × B в см² | C в мм | D в мм | C × D в см² |
| ------------ | ------ | ------ | ----------- | ------ | ------ | ----------- |
| Дадана       | 435    | 300    | 1305        | 420    | 260    | 1092        |
| Рута         | 435    | 230    | 1000        | 420    | 190    | 798         |
| Магазинна    | 435    | 145    | 631         |        |        |             |
| Українська   | 300    | 435    | 1305        |        |        |             |

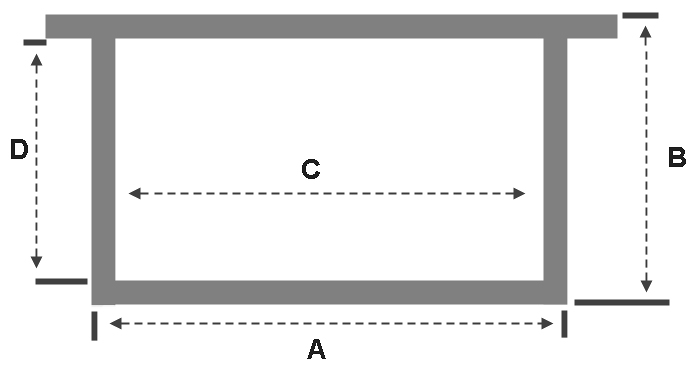
Схематичне зображення для опису вимірювань

Зовнішні розміри рамок є стандартними величинами (A і B), тоді як внутрішні розміри (C і D) подані як рекомендовані, і їх можна змінювати, залежно від товщини планок, які використовує виробник або пасічник. Ширина рамки A подана без розмірів «плечиків».
В Україні поширена рамка Дадана, яка була прийнята як стандарт ще за часів Радянського Союзу. Також магазинна, Рута (або багатокорпусна), та українська (або обернена).

### Рамка Гофмана

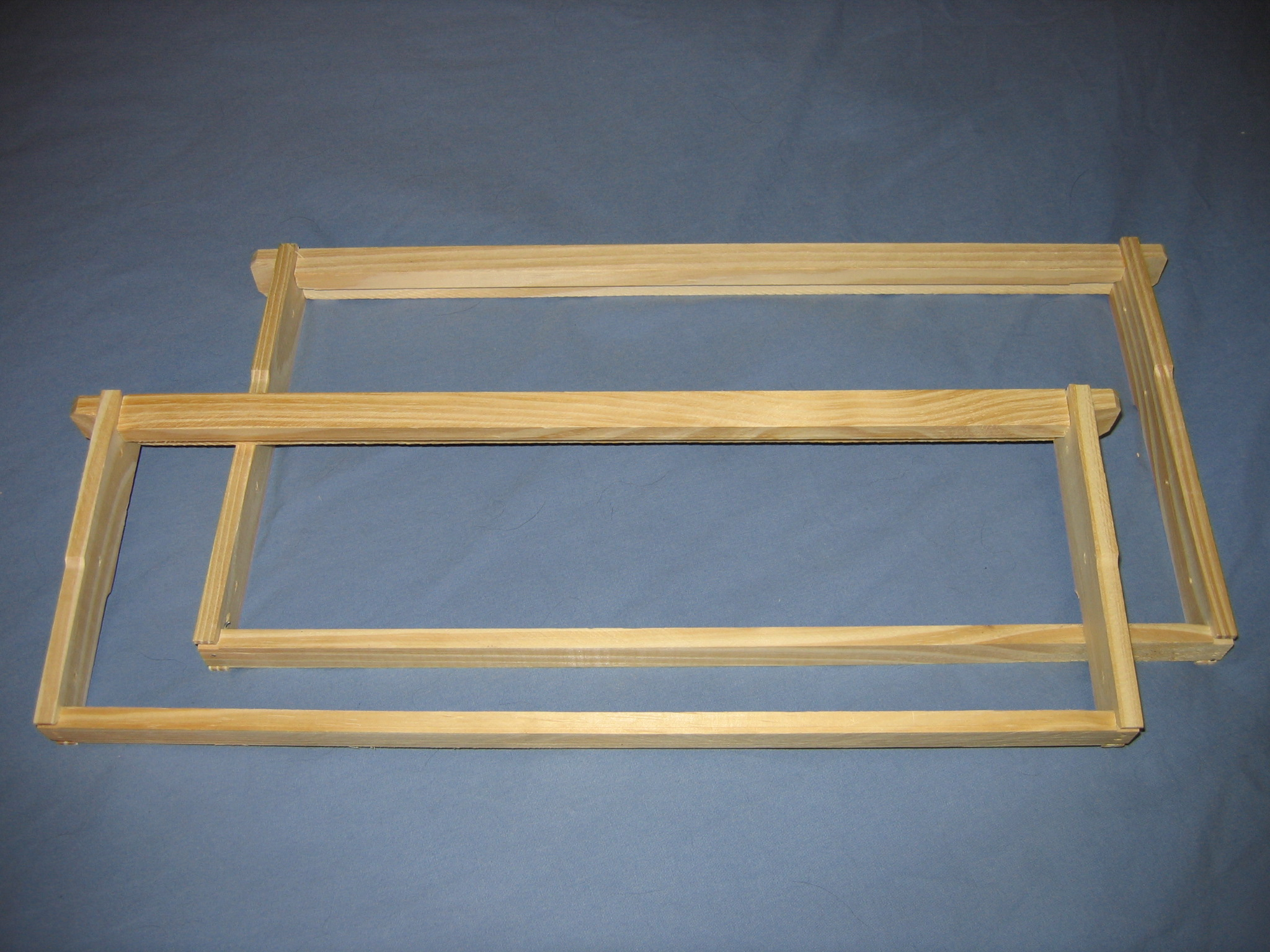
Рамки із розділювачем Гофмана

Особливістю конструкції рамки Гофмана є те, що бічна планка у верхній частині на ⅓ має ширину не 25 мм, а 37 мм. Така конструкція дозволяє ставити рамки щільно одна до однієї, дотримуючись при цьому необхідної ширини вулички (дистанція між сусідніми стільниками). Також зникає потреба використовувати фіксатори, щоб закріплювати рамки в середині корпуся під час кочівлі пасіки.
Також, іноді ширину верхнього бруска роблять не 25, а 22 мм. Це полегшує зняття забрусу механічним методом.

### Рамки замкнені
Особливістю таких рамок є широка верхня планка, 37 мм. Такі рамки, вставлені в корпус, створюють одну суцільну стелю. За такого утримування бджіл, тепло добре зберігається у вулику, і бджоли добре розвиваються в холодних регіонах. Недоліком таких рамок є те, що їх можна використовувати тільки у вуликах-лежаках. Непридатні для встановлювання надставок, або використовування у дво- або багатокорпусних вуликах.

## Секційна рамка

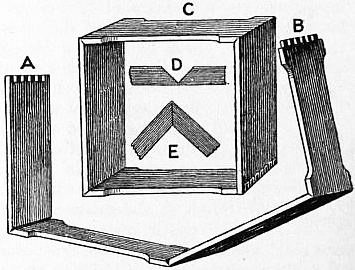
Конструкція та схема секційних рамок

Секційні рамки використовують для збору стільникового меду. Розміри вибирають такі, щоб певна кількість секційних рамок входила в стандартні гніздові, магазинні, або укорочені рамки. Виробляють їх із липових, вільхових, осикових або інших дощечок легких листяних порід завтовшки 2 мм, і шириною 35-40 мм. Можна виробляти секційні рамки більшої ширини для того, щоб бджоли будували чарунки збільшеної глибини, і  матки в них не відкладали яйця, а бджоли — пилок. Щоб полегшити бджолам перехід між стільниками, і протилежних бічних планках роблять спеціальні вирізи, на зразок розділювачів Гофмана.
Секційні рамки бажано навощувати спеціальною вощиною. Її особливість в тому, що вона зменшеної товщини. Іноді їх роблять із комірками збільшеного розміру, також їх можуть додатково вибілювати: на заводах спеціальними хімічними засобами, або самі пасічники можуть виставляти на сонце на короткий час, щоб не деформувалися листи.